# Barnahátú bukóhojsza
A barnahátú bukóhojsza (Pelecanoides urinatrix) a madarak (Aves) osztályának a viharmadár-alakúak (Procellariiformes) rendjébe, ezen belül a bukó viharmadárfélék (Pelecanoididae) családjába tartozó faj.

## Rendszerezése
A fajt Johann Friedrich Gmelin német természettudós írta le 1789-ben, a Procellaria nembe Procellaria urinatrix néven.

## Alfajai
- Pelecanoides urinatrix berard (Gaimard, 1823
- Pelecanoides urinatrix chathamensis Murphy & Harper, 1916
- Pelecanoides urinatrix coppingeri Mathews, 1912
- Pelecanoides urinatrix dacunhae Nicoll, 1906
- Pelecanoides urinatrix exsul Salvin, 1896
- Pelecanoides urinatrix urinatrix (J. F. Gmelin, 1789)[2]

## Előfordulása
Az Antarktisz kivételével a déli kontinensek partjain és a környező szigeteken költ. A év többi részét a tengereken tölti. Vonul, egyes példányai kóborolnak.

## Megjelenése
Testhossza 20-25 centiméter, testtömege 86-185 gramm. Zömök teste és kampós csőre van. Tollruhája felül sötét, alul világos, ami a tengeri madarakra általában jellemző.
|  |

## Életmódja
A víz alá bukva szerzi táplálékát.

## Szaporodása
Egyszerű fészek egy költőüreg végén. Telepesen költ.
|  |

## Természetvédelmi helyzete
Nagy az elterjedési területe, egyedszáma csökkenő. A Természetvédelmi Világszövetség Vörös listáján nem fenyegetett kategóriában szerepel a faj.

## Külső hivatkozások
- Képek az interneten a fajról
- Xeno-canto.org - a faj hangja és elterjedési területe